# Лев Вільгорський
Ле́в Андрі́йович Вільго́рський (зг. 1545 —  пом. між 1570 і 1575) — руський (український) шляхтич з відгалуженої гілки роду Кирдійовичів — Вільгорських, гербу Кирдій. Зем'янин у Луцькому повіті, Волинского воєводства, Великого князівства Литовського, Корони Польської. Родове гніздо — Вільгір (Вельгор).

## Відомості
Лев Вільгорський (Вельгорський) син волинського зем'янина Андрія Юхновича Вільгорського, батько якого — Юхно Зенкович є протопластом гілки Кирдійовичів — Вільгорських. Володів частиною родового гнізда Вільгір, селом Колесники та іншими маєтками. Згадується поряд з братами під час ревізії Луцького замку 1545 року. У 1567 році виставляв до служби у війську ВКЛ 4 коня в збруї по-козацькому. Серед волинських шляхтичів, які у 1569 році підписали Люблінську унію, що дала значні привілеї для Волинського, Брацлавського та Київського воєводств. У шлюбі з Мар'єю Бабинською (ймовірно донька Семена Бабинського). На 1575 рік вона вже була вдовою — «пані Львова Мар’я Бабинська». Відомо, що Лев Вільгорський мав трьох синів та доньку:
- Роман Вільгорський, у шлюбі з Геленою Хребтовичівною-Богуринською.
- Федір Вільгорський, у шлюбі з Настасею Боговитинівною-Шумбарською.
- Олександр Вільгорський, у шлюбах з Раїсою Козинською та Анною Рокошовною.
- Ганна Вільгорська, у шлюбі з Богданом Вигурою.[3]

БратМихайло Андрійович Вільгорський — луцький підстароста.

## Видатні прямі нащадки
Михайло Юрійович Вільгорський — граф, меценат, музичний діяч і композитор-любитель. Брав участь у викупі з кріпацтва Тараса Шевченка.
Матвій Юрійович Вільгорський  — обер-гофмейстер імператорського двору, майстерний віолончеліст, учень Бернгарда Ромберга, знавець музики.